# Fritz Albert Lipmann
Fritz Albert Lipmann (12 de junio de 1899-24 de julio de 1986) fue un bioquímico germano-estadounidense.

## Biografía
Codescubridor en 1945 de la coenzima A. Por esto, junto con Hans Adolf Krebs (que describió el ciclo de los ácidos tricarboxílicos, o ciclo de Krebs), fue galardonado con el Premio Nobel de Fisiología o Medicina en 1953.
Lipmann nació en Königsberg, Alemania (ahora Kaliningrado, Rusia) en una familia judía.
Estudió medicina en la Universidad de Königsberg, Berlín, y en la Múnich, graduándose en Berlín en 1924. Retornó a Koenigsberg para estudiar química bajo el profesor Hans Meerwein. En 1926 se unió a Otto Meyerhof en el Kaiser Wilhelm Institute (Berlín), para su tesis de Ph.D. Después siguió a Meyerhof a Heidelberg al Kaiser Wilhelm Institute for Medical Research.
Desde 1939 vivió y trabajó en Estados Unidos. Desde 1949 hasta 1957 fue profesor de bioquímica en la Escuela Médica de Harvard. Desde 1957 en adelante, enseñó y condujo las investigaciones en la Universidad Rockefeller, New York. Fue galardonado con la National Medal of Science en 1966.